# Corazón indomable (telenovela)
Corazón indomable es una telenovela mexicana producida por Nathalie Lartilleux Nicaud para Televisa. Está basada en la radionovela La Indomable de Inés Rodena.
Está protagonizada por Ana Brenda Contreras y Daniel Arenas, junto con Elizabeth Álvarez, René Strickler, Rocío Banquells, Ingrid Martz, Carlos de la Mota, Juan Ángel Esparza, Isadora González, Brandon Peniche y Carlos Cámara Jr. en los roles antagónicos, acompañados de Ana Patricia Rojo, Manuel Landeta, César Évora, Ignacio López Tarso, Gaby Mellado, Marina Marín, Arleth Terán y María Elena Velasco.

## Sinopsis
Maricruz Olivares, pseudónimo de María Alejandra Mendoza (Ana Brenda Contreras), es una bella joven humilde y analfabeta que vive con don Ramiro (Ignacio López Tarso), su abuelo materno y con Soledad "Solita" (Gaby Mellado) su hermana sordomuda, a quien Ramiro encontró abandonada siendo bebé. La joven ignora que su verdadero nombre es María Alejandra Mendoza Olivares y que es hija de Alejandro Mendoza (César Évora), un millonario de sentimientos nobles.
Por otro lado tenemos a los hermanos Miguel y Octavio Narváez, cuyo rancho está hipotecado a causa de la mala administración de Miguel (René Strickler). Octavio (Daniel Arenas) llega al rancho después de quedarse sin trabajo para intentar vender las tierras o por lo menos la parte que le corresponde por derecho al testamento de sus padres, pero Miguel no quiere vender su parte debido a que sin el rancho su esposa Lucia de Narváez (Elizabeth Álvarez) y él se quedarían sin hogar. Cuando Octavio llega al rancho descubre a Eusebio (Carlos Cámara Jr.), su capataz maltratando a Maricruz, ya que ésta intentó robar frutas de la hacienda. Octavio ante la situación defiende y protege a Maricruz. Desde ese día, Octavio queda atrapado por su belleza. El joven también enfurece cuando descubre la maldad con la que Lucía, su cuñada trata a Maricruz, ya que ella la trataba de lo más bajo debido a sus diferencias sociales. Por eso para darle una lección decide casarse con la humilde joven. Esther (Elizabeth Valdez), prima de Lucía ayuda a ésta para desquiciar a Maricruz dándole apoyo al tratarla mal.
Poco después Octavio recibe una oferta de trabajo como piloto aviador en otro país que acepta debido a la quiebra causada por su hermano. Pero no puede llevarse a Maricruz, así que decide irse él solo para comprarle la casita que le había prometido. Pero antes de irse le encarga a Miguel que le dé a Maricruz su parte de las tierras, este promete hacerlo y Octavio se va muy confiado. Sin embargo Lucía le pone una trampa a Maricruz: Le entrega un collar que Miguel le regaló diciéndole que pertenecía a la mamá de Octavio y le pide que demuestre su amor por Octavio recogiendo el collar con los dientes de un charco de lodo rodeado por nopales. Maricruz acepta, pasa la prueba y se lleva el collar a su jacal, aunque Lucía aun así le dice unas deprimentes palabras. Maricruz guarda el collar en una caja con unos documentos que su abuelo le leyó donde decía su verdadero nombre "María Alejandra Mendoza". Posteriormente Lucía planea acusar a Maricruz de robar el collar y así mandarla a la cárcel injustamente, cosa que consigue con éxito, la policía saca todas las pocas cosas del jacal de Maricruz hasta encontrar el collar. Maricruz trata de explicar que ese collar se lo regaló Lucía pero ella lo niega, cuando está en la cárcel no quiere ni comer. Su abuelo y Solita van a visitarla y eso es lo único que la anima, pero aun así no soporta estar en la cárcel. Octavio no está al tanto de la situación, pero le manda dinero y cartas para su casa. Maricruz nunca llega a recibirlas y pese a su buen corazón le toma odio y rencor a la familia Narváez.
Al salir de la prisión Maricruz descubre que un incendio ordenado por Lucía y cometido por Eusebio, quien también violó a Solita terminó con la vida de su abuelo Ramiro, pero lo que ignora es que todo fue obra de Lucía. La joven se va a la capital con su hermana Solita y trabajan como sirvientas en la casa de Alejandro, su padre aunque ninguno de los tres conoce el lazo que los une.
Alejandro hace de ella una dama de sociedad y les confía la administración de sus negocios, especialmente del barco-casino apostado en Isla Dorada. Maricruz tiene que enfrentarse a Carola (Rocío Banquells) y a Raiza (Ana Patricia Rojo), hermanas elegantes y ambiciosas que viven de la fortuna de Alejandro.
Tobías (Rafael Amador), el mayordomo de Alejandro descubre que Maricruz se llama en realidad María Alejandra Mendoza Olivares, como Alejandro está enfermo del corazón decide no revelarle que es su hija, pero a Maricruz sí se lo dice y ella recibe con agrado la noticia.
Posteriormente Miguel informa a su hermano que Maricruz desapareció tras la muerte de su abuelo. Octavio llega al barco-casino a tratar de divertirse, pero no puede olvidar a Maricruz. Lo que no imagina es que la elegante Alejandra Mendoza, administradora y principal anfitriona del casino es en realidad su esposa. Octavio entabla una relación con ella, impresionado por el gran parecido con su esposa. Poco tiempo después Maricruz queda embarazada de su marido, pero lo mantiene en secreto y da a luz una hermosa niña. Al poco tiempo Alejandro se agrava y Maricruz le confiesa que es su hija, él muere dichoso y reconciliado con ella.
Maricruz sigue jugando con su doble personalidad y logra que Octavio muera de amor por ella, hasta que le arranca la confesión de que está arrepentido por haber abandonado a Maricruz. Para entonces ella ha hecho una gran fortuna con la que compra la hacienda de los Narváez y cumple su deseo de humillar a Miguel y a Lucía, gritándole cosas humillantes a Miguel y haciendo que Lucía recogiera del lodo unos pagarés de su hacienda, tal como ella lo había hecho con el collar.
Maricruz y Octavio se separan ya que Octavio se casa con Simona (Isadora González), amiga millonaría de Lucía la cual es convencida junto con Octavío por Miguel y Lucía a casarse para salvarse de la ruina.
Y después de muchas pruebas del destino, como la muerte inesperada de Lucía, quien muere calcinada al estrellarse el taxi en el que iba, pretendientes por parte de Octavio y Maricruz, la muerte accidental de un pretendiente de Maricruz lo cual hace que la metan presa y muchas otras circunstancias, Octavio y Maricruz se casan y por fin logran permanecer juntos con su pequeña hija y vivir felices.

## Elenco
- Ana Brenda Contreras - Maricruz Olivares de Narváez / María Alejandra Mendoza Olivares Narváez
- Daniel Arenas - Octavio Narváez Méndez
- Elizabeth Álvarez - Lucía Bravo de Narváez
- René Strickler - Miguel Narváez Méndez
- César Évora - Alejandro Mendoza Casavieja
- Sergio Goyri - Álvaro Cifuentes
- María Elena Velasco - María Nicolasa Cruz
- Rocío Banquells - Carola Canseco
- Manuel Landeta - Teobaldo
- Ana Patricia Rojo - Raiza Canseco
- Alejandro Tommasi - Bartolomé Montenegro
- Carlos de la Mota - Emir Karim
- Isadora González- Simona Irazábal
- Ingrid Martz - Doris Montenegro
- Carlos Cámara Jr. - Eusebio Bermúdez / Nazario Bermúdez
- Ignacio López Tarso -  Don Ramiro Olivares
- José Carlos Ruiz - Padre Julián
- Silvia Manríquez - Clementina Antúnez de Del Olmo
- Arleth Terán - Natasha Fuentes
- Juan Ángel Esparza - José Antonio García
- Elizabeth Valdéz - Esther Bravo de García
- Gaby Mellado - Soledad "Solita" Olivares
- Brandon Peniche - Alfonso Del Olmo Antúnez
- Luis Uribe - Mohamed
- Yuliana Peniche - Ofelia
- Marina Marín - Santa
- Ricardo Franco - Eduardo Quiroga
- Michelle Ramaglia - Araceli
- Aurora Clavel - Serafina
- Rafael Amador - Tobías[3]
- Moisés Suárez - Suárez
- Toño Infante - Morales
- Dolores Salomón "Bodokito" - Tomasita
- Rebeca Manríquez - Nilda
- Antonio Fortier - Antonio "Tony"
- Jessica Decote - Juana "Juanita"
- Gerardo Arturo - Pedro "Perico" Pérez
- María Goretti -  Clorinda
- Nailea Tzahit - Lina
- Luis Jair - Careta
- Alejandro Escobar - Amador
- Tanya Vázquez - Mariana de la Colina
- Nicolás Mena - Andrés Montenegro
- Blanka Zandek - Isabel
- Gerardo Santinez - Russian
- Jorge Alberto Bolaños - Insunza
- Eduardo Cáceres - Rivera
- Jorge Ortín - Vargas
- Raul Magaña - Danilo Palma
- Maya Mishalska - Carmela
- Raquel Pankowsky - Cira
- Nora Del Águila - Teresa
- Maribel Fernández - Dominga
- Queta Lavat - Lucrecia
- Alicia Encinas - Herminia
- Yolanda Liévana - Leonor[4]
- Alejandra Peniche - Magdalena
- Yolanda Ciani - Celia
- Luis Couturier - Francisco Del Olmo
- Mauricio Mejía - Juan José
- Axel Ricco - Aníbal
- Alejandro Peniche - Navarro
- Marlene Kalb - Mercedes "Mechita"
- Alejandra Robles Gil - Liz Falcón
- Paola Torres - Elsa Cifuentes
- Ignacio Guadalupe - Severo Ortiz
- Alejandro Villeli - Jeque Muslim
- Michelle Renaud - Amanda de la Reguera
- Gabriela Carrillo - Josephine
- Rafael Inclán- Don Ignacio "Nacho"
- Olivia Collins - Irma de los Santos
- Yessica Salazar - Delia
- Javier Ruán - Doctor
- Diego Escalona - Miguel "Miguelito" Narváez Bravo
- Ilana Gaytán - Guadalupe "Lupita" Narváez Mendoza
- Juan Verduzco - Abelardo
- Barbara Torres - Agripina
- Talia Rivera - María
- Enrique de la Riva - Hernán
- Margarita la Diosa de la Cumbia - Ella misma
- Camilo Blanes - Él mismo
- Marcela Páez - Monique
- Myrtha Durango Castro - Alondra

## DVD
El Grupo Televisa lanza a la venta en formato DVD sus novelas.

## Premios y nominaciones
| Año  | Premio                                              | Categoría                  | Nominados                                | Resultados |
| ---- | --------------------------------------------------- | -------------------------- | ---------------------------------------- | ---------- |
| 2013 | People en Español                                   | Mejor Telenovela           | Nathalie Lartilleux Nicaud               | Nominada   |
| 2013 | People en Español                                   | Mejor Actriz               | Ana Brenda Contreras                     | Nominada   |
| 2013 | People en Español                                   | Mejor Actor                | Daniel Arenas                            | Nominado   |
| 2013 | People en Español                                   | Mejor Villana              | Elizabeth Álvarez                        | Nominada   |
| 2013 | People en Español                                   | La Mejor Pareja            | Ana Brenda Contreras y Daniel Arenas     | Nominados  |
| 2014 | Premios TvyNovelas                                  | Mejor telenovela           | Nathalie Lartilleux Nicaud               | Nominada   |
| 2014 | Premios TvyNovelas                                  | Mejor actriz protagónica   | Ana Brenda Contreras                     | Nominada   |
| 2014 | Premios TvyNovelas                                  | Mejor actor protagónico    | Daniel Arenas                            | Nominado   |
| 2014 | Premios TvyNovelas                                  | Mejor primer actor         | Ignacio López Tarso                      | Nominado   |
| 2014 | Premios TvyNovelas                                  | Mejor actor juvenil        | Ricardo Franco                           | Nominado   |
| 2014 | Premios TvyNovelas                                  | Mejor actor de reparto     | José Carlos Ruiz                         | Nominado   |
| 2014 | Premios TvyNovelas                                  | Mejor guion o adaptación   | Tere Medina                              | Nominado   |
| 2014 | Premios TvyNovelas                                  | Telenovela multiplataforma | Nathalie Lartilleux Nicaud               | Nominada   |
| 2014 | Favoritos del Público (por Premios TVyNovelas 2014) | La más guapa               | Ana Brenda Contreras                     | Nominada   |
| 2014 | Favoritos del Público (por Premios TVyNovelas 2014) | El más guapo               | Daniel Arenas                            | Ganador    |
| 2014 | Favoritos del Público (por Premios TVyNovelas 2014) | Villano favorito           | Elizabeth Álvarez                        | Nominada   |
| 2014 | Favoritos del Público (por Premios TVyNovelas 2014) | Cachetada favorita         | Ana Brenda Contreras a Elizabeth Álvarez | Nominadas  |
| 2014 | Favoritos del Público (por Premios TVyNovelas 2014) | Pareja favorita            | Ana Brenda Contreras y Daniel Arenas     | Nominados  |
| 2014 | Favoritos del Público (por Premios TVyNovelas 2014) | Final favorito             | Nathalie Lartilleux Nicaud               | Nominada   |
| 2014 | Premios Juventud                                    |                            |                                          |            |
| 2014 | La chica que me roba el sueño                       | Ana Brenda Contreras       | Nominada                                 |            |
| 2014 | ¡Está buenísimo!                                    | Daniel Arenas              | Nominado                                 |            |

## Versiones
- La historia original de esta telenovela es la telenovela venezolana La indomable, producida en 1974 por RCTV y dirigida por Juan Lamata. Protagonizada por Marina Baura y Elio Rubens.
- Televisa realizó en 1977 una versión de esta telenovela titulada La Venganza, producida por Valentín Pimstein y dirigida por Rafael Banquells. Protagonizada por Helena Rojo y Enrique Lizalde.
- Televisa realizó en 1994 Marimar, fue una telenovela producida por Verónica Pimstein, y protagonizada por Thalía y Eduardo Capetillo.
- En 2007 se estrenó en Filipinas el remake de esta telenovela, titulada Marimar, fue dirigida por Mac Alejandre y Joyce E. Bernal. Protagonizada por Marian Rivera y Dingdong Dantes.
- En 2010, la cadena Venevisión realizó una adaptación a modo versión libre titulada Alma indomable. Protagonizada por Scarlet Ortiz y José Ángel Llamas.
- En 2015 estrenará el segundo remake filipino de esta telenovela llamada MariMar, dirigida por Dominic Zapata. Protagonizada por Megan Young y Tom Rodríguez.